# Papa-formiga-pardo
Formigueirinho-de-franjas-meridional ou papa-formiga-pardo (nome científico: Formicivora grisea) é uma espécie de ave pertencente à família dos tamnofilídeos. Pode ser encontrada na Colômbia, Guianas e Brasil.

## Taxonomia
A espécie foi descrita pela primeira vez pelo polímata francês Georges-Louis Leclerc, conde de Buffon em sua obra Histoire Naturelle des Oiseaux, de 1775, a partir de uma espécime coletada em Caiene, na Guiana Francesa. Também foi ilustrado em uma placa colorida à mão gravada por François-Nicolas Martinet em Planches Enluminées D'Histoire Naturelle, que foi produzida sob a supervisão de Edme-Louis Daubenton para acompanhar o texto de Buffon. Nem a legenda da placa nem a descrição de Buffon incluíam um nome científico, mas em 1783 o naturalista holandês Pieter Boddaert cunhou o nome binomial Turdus griseus em seu catálogo Planches Enluminées.
Atualmente, a espécie está agora localizada no gênero Formicivora, que foi introduzido pelo naturalista inglês William Swainson em 1824. O nome genérico combina as palavras latinas formica (que significa "formiga") e -vorus (que significa "comer"), originada de vorare (que significa "devorar"). O epíteto específico grisea vem do latim medieval griseus, que significa "cinza".
A espécie Formicivora intermedia foi anteriormente considerada como uma subespécie do Formicivora grisea, mas agora está separada como uma espécie separada com base nas diferenças nas vocalizações.
Duas subespécies são reconhecidas:
- F. g. rufiventris Carriker, 1936 – leste da Colômbia e sul da Venezuela; e
- F. g. grisea (Boddaert, 1783) – as Guianas e leste do Brasil.

## Descrição
Possui entre 12–13 cm (4.7–5.1 in) de comprimento e pesa entre 9–12 g (0.32–0.42 oz). Os machos são normalmente cinzas-marrom nas costas e preto no ventre, mantendo uma grossa sobrancelha branca que conecta com as laterais brancas. Já as fêmeas são variáveis, geralmente com sobrancelha branca e manchas nas asas.

## Distribuição e habitat
É uma ave comum, geralmente encontrada em duplas. As populações do sul estão associadas a arbustos frondosos em solos de areia branca e habitat de restinga. As aves habitam as terras baixas, até cerca de 200 metros acima do nível do mar. Em alguns lugares, são simpátricos com a ave Formicivora rufa. A espécie se alimenta de pequenos insetos e outros artrópodes retirados de galhos de vegetação rasteira e folhagem.

## Comportamento
A fêmea põe dois ovos brancos marcados com púrpura, que são incubados por ambos os sexos, em um ninho de rede de grama baixo em uma árvore ou arbusto. Os ninhos são ocasionalmente saqueados por predadores, por exemplo, pequenos mamíferos como o saguim (Callithrix jacchus), apesar das tentativas dos pássaros de defender sua prole.
De um total de 13 aves estudadas na Colômbia - no Parque Nacional de La Macarena e perto de Turbo - apenas uma estava infectada com parasitas sanguíneos (uma espécie indeterminada de Plasmodium).

## Conservação
A União Internacional para a Conservação da Natureza (IUCN) não considera a espécie ameaçada. No entanto, sua resiliência à alteração humana do habitat não é muito pronunciada e, em algumas regiões, sua presença contínua parece depender da proteção do habitat.